# 結志公園 (咸美頓)
43°14′32″N 79°49′43″W / 43.2422°N 79.8287°W
結志公園（英語：Gage Park）是加拿大安大略省咸美頓的一座大型社區公園，位於緬因街（Main Street）夾結志路處。
結志公園是該地區同志驕傲活動的常見場所，並在八月的第一周舉辦一年一度的朋友節活動，亦是咸美頓兒童博物館的所在地。
公園包括2020年底建成的露天劇場、噴泉及溫室。
該公園是咸美頓排名前三的城市公園，因舉辦「公園電影」之夜而聞名。